# ヤス (イラストレーター)
ヤス（1984年8月3日 – ）は日本のイラストレーター、漫画家。男性。血液型はO型。徳島県鳴門市出身、埼玉県在住。
2008年現在、フリーのイラストレーターである。同人サークルヤスケン。主宰。
キャッチコピーにしばしば、コンピュータゲーム『ポートピア連続殺人事件』のネタバレを意味する有名なフレーズ「犯人はヤス」が使用される。

## 作品一覧

### 挿絵
- わたしたちの田村くん（竹宮ゆゆこ著、電撃文庫刊、2005年、全2巻）
- とらドラ!（竹宮ゆゆこ著、電撃文庫刊、2006年 - 2010年、全10巻+スピンオフ全3巻）
- 白い恋人（平坂読著、二見書房『ファントム』誌掲載短編、2006年）
- 悠久展望台のカイ（早矢塚かつや著、MF文庫J刊、2006年、全1巻）
- 声で魅せてよベイビー（木本雅彦著、ファミ通文庫刊、2007年、全1巻）
- おと×まほ（白瀬修著、GA文庫刊、2007年 - 2015年、全16巻）
- リバース・ブラッド（一柳凪著、ガガガ文庫刊、2007年 - 2009年、全6巻）
- 迷い猫オーバーラン!（松智洋著、集英社スーパーダッシュ文庫刊、第10巻のみ、2011年）
- 人生で大切なことはすべて哲学と彼女が教えてくれた。（富増章成著、中経出版単行本刊、2012年、全1巻）
- 零壹世界與眼鏡視界（蒼我著、浮文字刊（台湾のライトノベルレーベル）、2012年、全1巻）
- 王手桂香取り!（青葉優一著、電撃文庫刊、2014年、全3巻）
- エンド・リ・エンド（耳目口司著、角川スニーカー文庫刊、2014年、全2巻）

### ゲームキャラクターデザイン
- スペクトラルグローリーズ（アイディアファクトリー）
- カオスウォーズ（アイディアファクトリー）
- リサと一緒に大陸横断! 〜A列車で行こう〜
- 拡散性ミリオンアーサー（スクウェア・エニックス）

### 漫画
- 五日性滅亡シンドローム（『まんがタイムきらら』、2006年 - 2008年、全2巻）
- 動物のメイドさん（『チャンピオンRED いちご』、読み切り）
- じょしらく（原作:久米田康治、『別冊少年マガジン』、2009年 - 2013年、全6巻）
- ほっ健室（『ヤングエース』、2011年 - 2013年、全2巻）
- まんがーる!（キャラクター原案、原作：玉岡かがり、『コミック アース・スター』、2011年 - 2013年、全3巻）
- 腐らんす日記（原作：大清水さち、『ヤングマガジンサード』、2014年 - 2015年、全2巻）
- つーつーうらうら☆ダイアリーズ（原作：TAGRO、『月刊ComicREX』、2015年1月号 - 2016年5月号、全2巻）
- なんくる姉さん（原作：久米田康治、『ヤングマガジンサード』、2016年Vol.3 - 2019年Vol.4、全34話、全5巻）
- でぃおてぃまにゅある 〜神様たちの恋愛代行〜（原作：クール教信者、『月刊ComicREX』、2017年5月号 - 2019年3月号、全3巻）
- はたらく血小板ちゃん（原作：柿原優子、監修：清水茜、『月刊少年シリウス』、2019年 - 2021年、全4巻）
- 冷血竜皇陛下の「運命の番」らしいですが、後宮に引きこもろうと思います 〜幼竜を愛でるのに忙しいので皇后争いはご勝手にどうぞ〜（原作：柚子れもん、『Palcy』2021年11月16日[4] - 連載中、『月刊少年シリウス』2022年1月号[5] - 2024年2月号[6]、既刊5巻）

### 画集
- ヤス イラストレーションズ（GA文庫刊）
- ヤス画集 とらドラ・ピクチャーズ!（アスキー・メディアワークス刊）

### イラスト

#### アニメ
- ひだまりスケッチ×365（第1話提供バック）
- ソードアート・オンライン（第15話提供バック）
- ディーふらぐ!（第2話エンドカード）
- ご注文はうさぎですか?（BS11再放送版第8話エンドカード）

#### その他
- ハヤテのごとく!トレーディングカードゲーム（コナミデジタルエンタテインメント）
- 「四季（冬）」（ガンガンONLINE2009年1月29日）
- 「ヤス」さん 壁紙アプリ【萌えドロイド】（MOEDROID、待ち受け壁紙）
- 台湾国際角川書店10周年オリジナルキャラクター「角角」[7]